# Козлов, Иван Павлович (хоккеист)
Иван Павлович Козлов (род. 26 марта 1999, Ярославль) — российский хоккеист, нападающий ХК «Зауралье» (Курган).

## Биография
Воспитанник ярославского «Локомотива». В сезоне 2015/16 играл в МХЛ-Б за «Локо-Юниор» и в МХЛ за «Локо». Три сезона провёл в команде QMJHL «Валь-д’Ор Форёрз». Выступал в ВХЛ за «Буран» (2019/20), «Торос» (2019/20 — 2020/21), «Югру» (2021/22 — 2022/23). Перед сезоном 2023/24 перешёл в клуб КХЛ «Витязь».
Участник юниорского чемпионата мира 2016 года.